# Dreams Take Time
Dreams Take Time, född 30 april 2009 i Heby i Uppsala län, är en svensk varmblodig travhäst. Han tränas av Jeanet Årman vid Axevalla travbana och körs av Jan Henriksson. Han tränades tidigare av Peter Untersteiner (2015–2018), Lars I. Nilsson (2013–2015), Joakim Lövgren (2012) och sin uppfödare Jim Oscarsson (2010–2011).
Dreams Take Time har till mars 2018 sprungit in 5 miljoner kronor på 76 starter varav 22 segrar, 5 andraplatser och 6 tredjeplatser. Han inledde karriären sommaren 2011 med tre raka segrar. Bland hans främsta meriter räknas segrarna i Breeders' Crown för 2-åriga (2011), Svampen Örebro (2011), Vinterfavoriten (2011), Grosser Preis von Deutschland (2013), Johan Jacobssons Minne (2013), andraplatserna i Breeders' Crown för 3-åriga (2012), Gulddivisionens final (2016) och en tredjeplats i Svenskt Mästerskap (2015). Han kom även på fjärdeplats i Critérium Continental (2013), där han kördes av Johnny Takter.